# Niels Juels gate
Niels Juels gate (skrevet Niels Juels Gade til 1907) er en gade på Frogner, en bydel i det vestlige Oslo. Ejendomspriserne er høje. Gaden krydser Drammensveien, Bygdø allé, Frognerveien, Colbjørnsens gate og Gyldenløves gate før den ender i Briskebyveien.
I Niels Juels gate 56/52 ligger Hartvig Nissens skole.
Gaden blev udbygget med fornemme lejegårde fra anden halvdel af 1800-tallet. Den er opkaldt efter den dansk-norske søhelt Niels Juel, der var født i Christiania (Oslo); gaden fik navnet i 1879.